# Ooceraea alii
Ooceraea alii  (лат.) — вид муравьёв рода Ooceraea (Formicidae) из подсемейства Dorylinae. Эндемик Индии.

## Распространение
Встречаются в Южной Азии: юго-запад Индии (штат Керала, Salim Ali Bird Sanctuary).

## Описание
Мелкие муравьи красновато-коричневого цвета (ноги и усики рыжеватые; длина около 5 мм). Усики 9-члениковые с булавой, скапус короткий. Всё тело с грубой крупноячеистой скульптурой. Петиоль с округлыми спереди боками, дорзолатеральные углы петиоля отсутствуют. Головной индекс (CI, соотношение ширины головы к длине × 100): 76—78. Длина головы рабочих 0,46—0,51 мм, длина скапуса 0,21—0,22 мм, ширина головы 0,37—0,39 мм. Индекс скапуса (SI, соотношение длины скапуса к длине головы × 100): 56—57. Форма головы удлинённо-овальная. Предположительно, как и другие виды рода, мирмекофаги. Обнаружены в подстилочном лесном слое. 
Стебелёк между грудкой и брюшком двухчлениковый (следующий за петиолем III-й абдоминальный сегмент узкий и превращён в постпетиоль), но явные перетяжки между следующими абдоминальными сегментами (IV, V и VI) отсутствуют. Проното-мезоплевральный шов развит. Проподеальные дыхальца находятся в нижней части заднегрудки. Пигидиум с модифицированными щетинками. Оцеллии отсутствуют, сложные глаза редуцированные (1—5 фасеток) или отсутствуют. Нижнечелюстные щупики рабочих 3-члениковые, нижнегубные щупики состоят из 2 сегментов. Средние и задние голени с одной гребенчатой шпорой. Куколки голые (коконы отсутствуют). Гнездятся в почве.
Среди 140 таксонов рода Cerapachys, в котором C. alii ранее был описан, кроме него есть ещё только восемь видов, имеющих 9-члениковые усики, и все они относятся к группе видов typhlus: Cerapachys biroi Forel, 1907; Cerapachys cryptus Mann, 1921; Cerapachys edentatus Forel, 1900; Cerapachys fuscior Mann, 1921; Cerapachys papuanus Emery, 1897; Cerapachys pawa  Mann, 1919; Cerapachys pusillus Emery, 1897 и Cerapachys typhlus Roger, 1861. Почти все они (кроме последнего, Syscia typhla) были выделены в род Ooceraea. От всех них новый вид легко отличается следующими признаками. Cerapachys cryptus и Cerapachys fuscior это более крупные муравьи с шириной головы (HW) более 0.70 мм., в то время как   Cerapachys alii гораздо мельче (HW< 0.40 мм). У Cerapachys typhlus постпетиоль более чем в половину длины первого брюшного сегмента, а у  Cerapachys alii значительно меньший постпетиоль. Вид Cerapachys alii также сходен с муравьями Cerapachys fragosus Roger, 1862 и Cerapachys coecus Mayr, 1897, обладающих похожей грубой скульптурой тела, однако оба этих вида имеют 11-члениковые усики.
Вид был впервые описан в 2013 году индийскими энтомологами Х. Бхарти (Himender Bharti) и Ш. Али Акбар (Shahid Ali Akbar; Department of Zoology & Environmental Sciences, Punjabi University, Patiala, Индия) и назван в честь Салима Али (Dr. Salim Ali), выдающегося орнитолога Индии, в птичьем заповеднике которого и была найдена типовая серия.